# St. John Plantation
St. John Plantation ist eine Plantation im Aroostook County des Bundesstaates Maine in den Vereinigten Staaten. Im Jahr 2020 lebten dort 263 Einwohner in 152 Haushalten auf einer Fläche von 133,5 km². 59,5 % der Bewohner sind französischsprachig.

## Geografie
Das Gebiet von St. John Plantation umfasst 133,5 km², davon sind 130,2 km² Landfläche und 3,3 km² entfallen auf Wasserflächen.

### Geografische Lage
St. John liegt am Südufer des namensgebenden Saint John River, der hier die Grenze zu Kanada bildet. Auf dem Gebiet der Plantation befinden sich mehrere Seen. zu den größten gehören der Wheelock Lake im Osten, der Hunnewell Lake im Westen und die Wallagrass Lakes im Süden. Die Oberfläche des Gebietes ist leicht hügelig und die höchste Erhebung ist der im Osten an der Grenze zu Fort Kent liegende 435 m hohe Bossy Mountain.

### Nachbargemeinden
Alle Entfernungen sind als Luftlinien zwischen den offiziellen Koordinaten der Orte aus der Volkszählung 2010 angegeben.
- Norden: Saint-François-de-Madawaska, Madawaska County, New Brunswick, Kanada, 4,9 km
- Nordosten: Fort Kent, 19,3 km
- Osten: Wallagrass, 13,8 km
- Südosten: Eagle Lake, 9,9 km
- Süden: Unorganized Territory Northwest Aroostook, 50,3 km
- Westen: St. Francis, 14,3 km

### Stadtgliederung
Es gibt mehrere Siedlungsgebiete in St. John: Albert, Ledges (ehemalige Eisenbahnstation), St. John und Wheelock.

### Klima
Die mittlere Durchschnittstemperatur in St. John Plantation liegt zwischen −13,3 °C (8° Fahrenheit) im Januar und 16,7 °C (62° Fahrenheit) im Juli. Damit ist der Ort gegenüber dem langjährigen Mittel der USA um etwa 10 Grad kühler. Die Schneefälle zwischen Oktober und Mai liegen mit über fünfeinhalb Metern knapp doppelt so hoch wie die mittlere Schneehöhe in den USA, die tägliche Sonnenscheindauer liegt am unteren Rand des Wertespektrums der USA.

## Geschichte
Die St.John Plantation wurde ursprünglich als Township No. 17, Eighth Range West of the Easterly Line of the State (T17 R8 WELS). Zuerst wurde das Gebiet durch Holzfäller genutzt, die aus dem Kennebac Valley stammten. Im Jahr 1858 wurde eine Petition eingereicht, damit das Gebiet zur Plantation organisiert werden konnte. Dies erfolgte 1859 und wurde schließlich im Jahr 1870 bestätigt.

### Einwohnerentwicklung
| Volkszählungsergebnisse - Plantation of St. John, Maine | Volkszählungsergebnisse - Plantation of St. John, Maine | Volkszählungsergebnisse - Plantation of St. John, Maine | Volkszählungsergebnisse - Plantation of St. John, Maine | Volkszählungsergebnisse - Plantation of St. John, Maine | Volkszählungsergebnisse - Plantation of St. John, Maine | Volkszählungsergebnisse - Plantation of St. John, Maine | Volkszählungsergebnisse - Plantation of St. John, Maine | Volkszählungsergebnisse - Plantation of St. John, Maine | Volkszählungsergebnisse - Plantation of St. John, Maine | Volkszählungsergebnisse - Plantation of St. John, Maine |
| Jahr                                                    | 1800                                                    | 1810                                                    | 1820                                                    | 1830                                                    | 1840                                                    | 1850                                                    | 1860                                                    | 1870                                                    | 1880                                                    | 1890                                                    |
| ------------------------------------------------------- | ------------------------------------------------------- | ------------------------------------------------------- | ------------------------------------------------------- | ------------------------------------------------------- | ------------------------------------------------------- | ------------------------------------------------------- | ------------------------------------------------------- | ------------------------------------------------------- | ------------------------------------------------------- | ------------------------------------------------------- |
| Einwohner                                               |                                                         |                                                         |                                                         |                                                         |                                                         |                                                         |                                                         | 127                                                     | 166                                                     | 226                                                     |
| Jahr                                                    | 1900                                                    | 1910                                                    | 1920                                                    | 1930                                                    | 1940                                                    | 1950                                                    | 1960                                                    | 1970                                                    | 1980                                                    | 1990                                                    |
| Einwohner                                               | 371                                                     | 571                                                     | 549                                                     | 569                                                     | 628                                                     | 569                                                     | 407                                                     | 377                                                     | 322                                                     | 274                                                     |
| Jahr                                                    | 2000                                                    | 2010                                                    | 2020                                                    | 2030                                                    | 2040                                                    | 2050                                                    | 2060                                                    | 2070                                                    | 2080                                                    | 2090                                                    |
| Einwohner                                               | 282                                                     | 267                                                     | 263                                                     |                                                         |                                                         |                                                         |                                                         |                                                         |                                                         |                                                         |

## Kultur und Sehenswürdigkeiten

### Bauwerke
Zwei Gebäude in St. John stehen unter Denkmalschutz und wurden ins National Register of Historic Places aufgenommen.
Die Roosvelt School in St. John wurde nach einem Standard Plan im Jahr 1920 errichtet und bis 1969 als Schulgebäude genutzt. Es ist das letzte erhaltene historische Schulgebäude in einer kleinen ländlichen Gemeinde. Im Jahr 1992 wurde sie unter Denkmalschutz gestellt und mit der Register-Nummer 92001706 ins National Register of Historic Places aufgenommen.
Im Jahr 2003 wurde die St. John Catholic Church unter der Register-Nummer 03000017 aufgenommen. Sie wurde zwischen 1909 und 1911 errichtet und ist ein fein detailliertes Beispiel für religiöse Kolonial-Architektur in einer abgelegenen ländlichen Umgebung.

## Wirtschaft und Infrastruktur

### Verkehr
Die Maine State Route 161 verläuft im Norden, entlang des Saint John Rivers. Sie ist die einzige größere Straße auf dem Gebiet der Plantation.

### Öffentliche Einrichtungen
St. John besitzt keine eigene Bücherei. Die nächstgelegene ist die Fort Kent Public Library in Fort Kent. Mit dem Northern Maine Medical Center einem privaten Krankenhaus befindet sich auch die nächstgelegene medizinische Einrichtung in Fort Kent.

### Bildung
St. John Plantation gehört mit Allagash, Eagle Lake, Fort Kent, New Canada, Saint Francis, Wallagrass und der Winterville Plantation zum Maine School Administrative District #27.
Im Schulbezirk werden den Schulkindern mehrere Schulen angeboten:
- Community High School in Fort Kent
- Eagle Lake Elementary School in Eagle Lake
- Fort Kent Elementary School in Fort Kent
- Saint Francis Elementary School in Saint Francis
- Wallagrass Elementary School in Wallagrass